# Francisco Joaquim Bingre

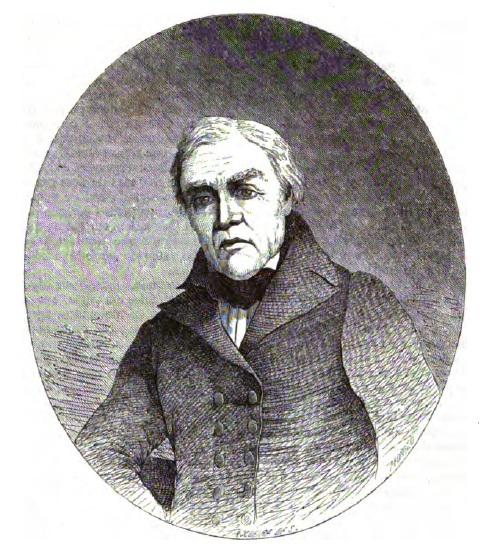
Francisco Joaquim Bingre

Francisco Joaquim Bingre (1763 -1856) fue un poeta portugués durante los movimientos de la Arcádia y el prerromanticismo.
Su familia materna procedía de Viena y se dedicaba al comercio en Lisboa, donde Bingre marchó pronto con sus padres. Poseía una notable capacidad de improvisación, y fue pródigo asistente a tertulias en su juventud, junto a personalidades como Manuel Maria Barbosa du Bocage. Desde 1801, vivió fuera de la corte y se avecindó en el obispado de Coímbra, donde ejerció diversos empleos. Murió a la avanzada edad de 93 años. La mayor parte de la obra de Bingre se sitúa en el entorno de fines del siglo XVIII y comienzos del siglo XIX, incluyendo sonetos, odas, madrigales, sátiras, elegías, epístolas, etc. Escasa cantidad de su obra fue publicada durante su vida.

## Edición moderna
- Obras de Francisco Joaquim Bingre/Ed. Vanda Anastácio, en cinco volúmenes, Porto: Lello Editores, 2000-..., col. Obras clássicas da literatura portuguesa. ISBN 972-48-1797-0.

- Datos: Q8962451